# Кампомађоре I (Терни)
Кампомађоре I је насеље у Италији у округу Терни, региону Умбрија.
Према процени из 2011. у насељу је живело 108 становника. Насеље се налази на надморској висини од 263 м.